# ホセ・ピントス・サルダーニャ
ホセ・ルイス・ピントス・サルダーニャ（José Luis Pintos Saldanha, 1964年3月25日 - ）は、ウルグアイ・アルティガス出身の元サッカー選手。元ウルグアイ代表。ポジションはディフェンダー。

## 経歴
1984年にウルグアイのナシオナル・モンテビデオでサッカー選手としてデビュー。1988年にコパ・リベルタドーレス、インターコンチネンタルカップ（トヨタカップ）で優勝した。
ウルグアイ代表としては、1987年から1991年までに19試合に出場。代表チームでは主に右サイドバックを務め、ホセ・オスカル・エレーラと併用されることもあったが、1990年のワールドカップ・イタリア大会でも1試合に出場した。

## タイトル

### クラブ
ナシオナル・モンテビデオ
- コパ・リベルタドーレス : 1988
- トヨタカップ : 1988

### 代表
ウルグアイ代表
- コパ・アメリカ : 1987